# Глуховка (Кемеровская область)
Глуховка — деревня в Новокузнецком районе Кемеровской области. Входит в состав Загорского сельского поселения.

## География
Центральная часть населённого пункта расположена на высоте 218 метров над уровнем моря.

## Население
По данным Всероссийской переписи населения 2010 года, в деревне Глуховка проживает 8 человек (4 мужчины, 4 женщины).